# ويليام ديكسون
ويليام ديكسون (بالإنجليزية: William Dickson)‏ (15 مارس 1923 في المملكة المتحدة - 1 يونيو 2002 في المملكة المتحدة) هو لاعب كرة قدم أيرلندي شمالي في مركز نصف الجناح. شارك مع منتخب أيرلندا الشمالية لكرة القدم. أما مع النوادي، فقد لعب مع تشيلسي وغلينافون ونادي أرسنال ونوتس كاونتي ونادي مانسفيلد تاون.

## وصلات خارجية
- ويليام ديكسون على موقع قاعدة بيانات كرة القدم.إي يو (الإنجليزية)
- ويليام ديكسون على موقع ناشيونال فوتبول تيمز (الإنجليزية)